# Naustadt

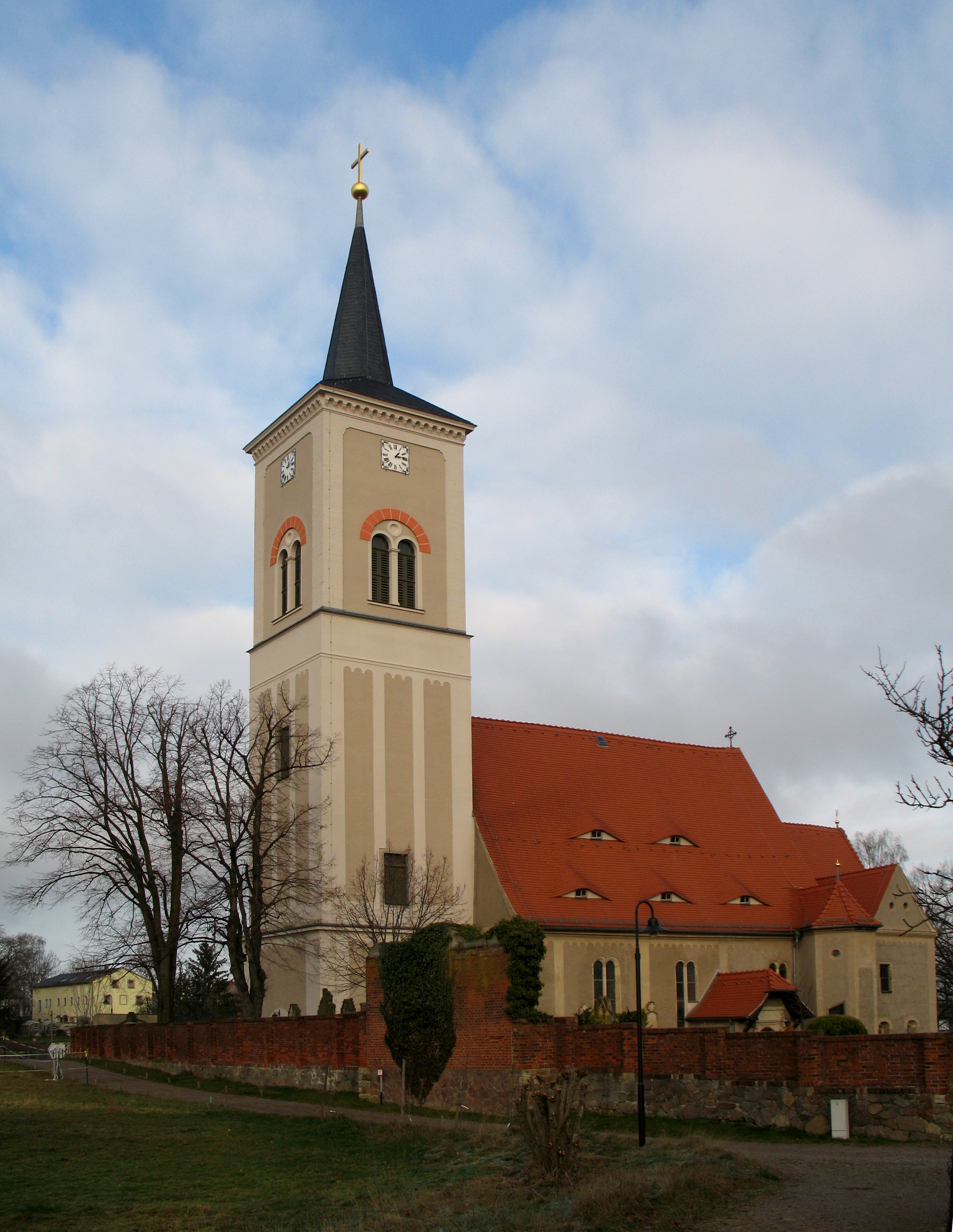
Kirche von Naustadt

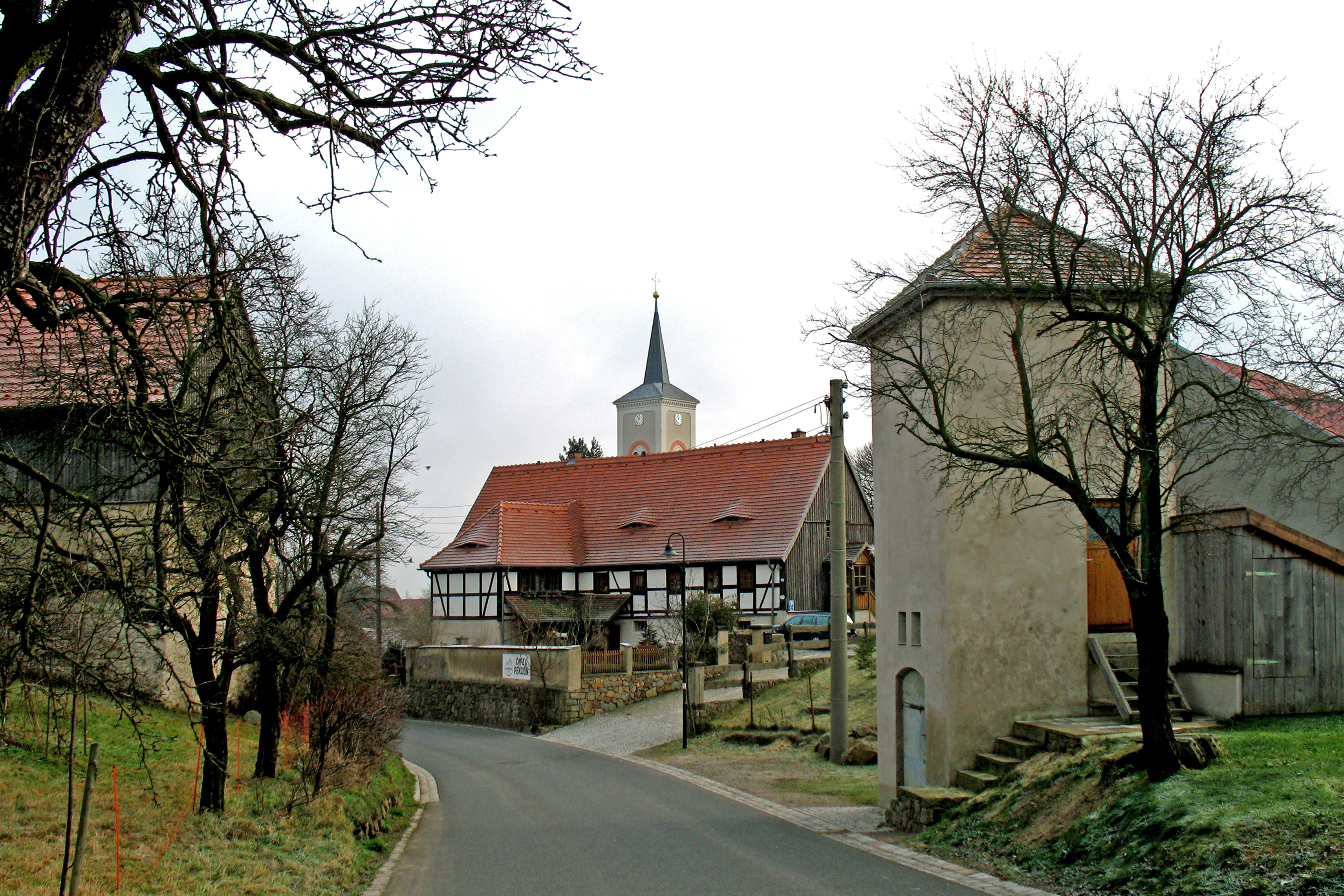
Ortsansicht von Naustadt

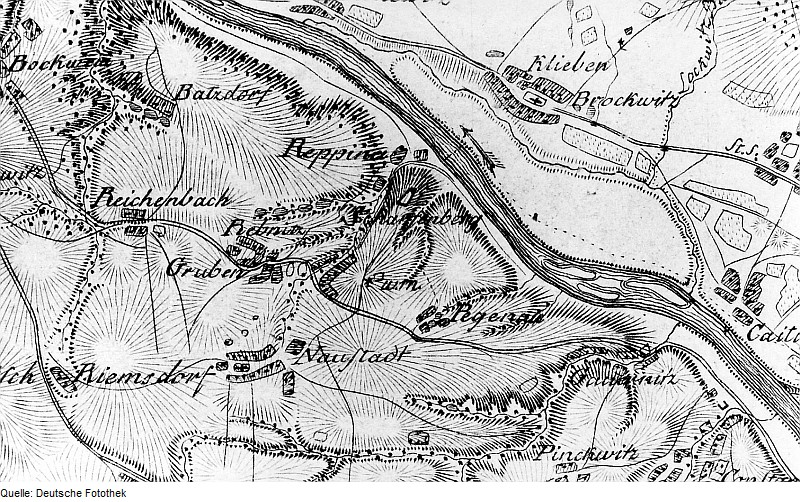
Naustadt und umliegende Dörfer auf einer Karte aus der Zeit des Siebenjährigen Krieges

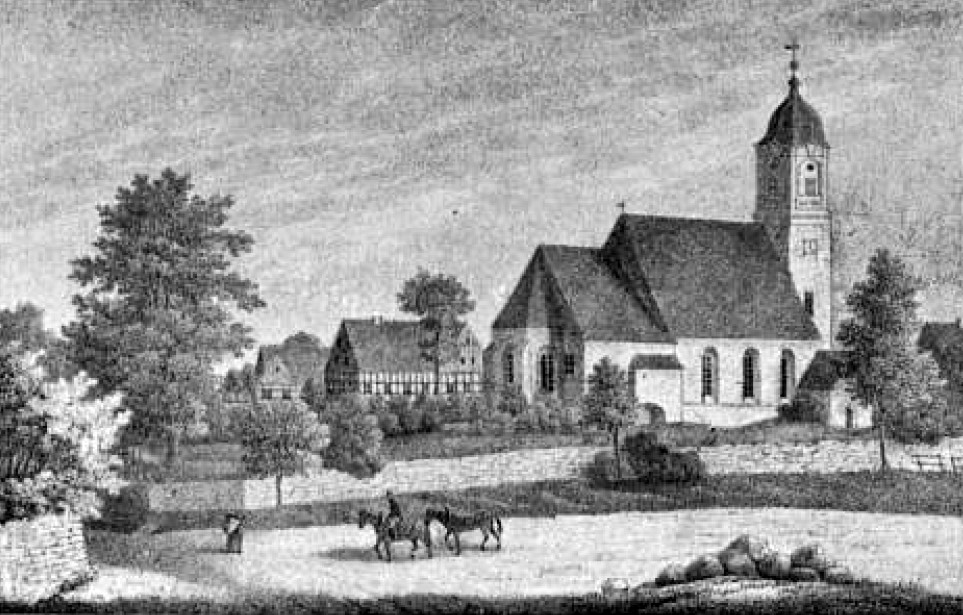
Naustädter Kirche um 1840

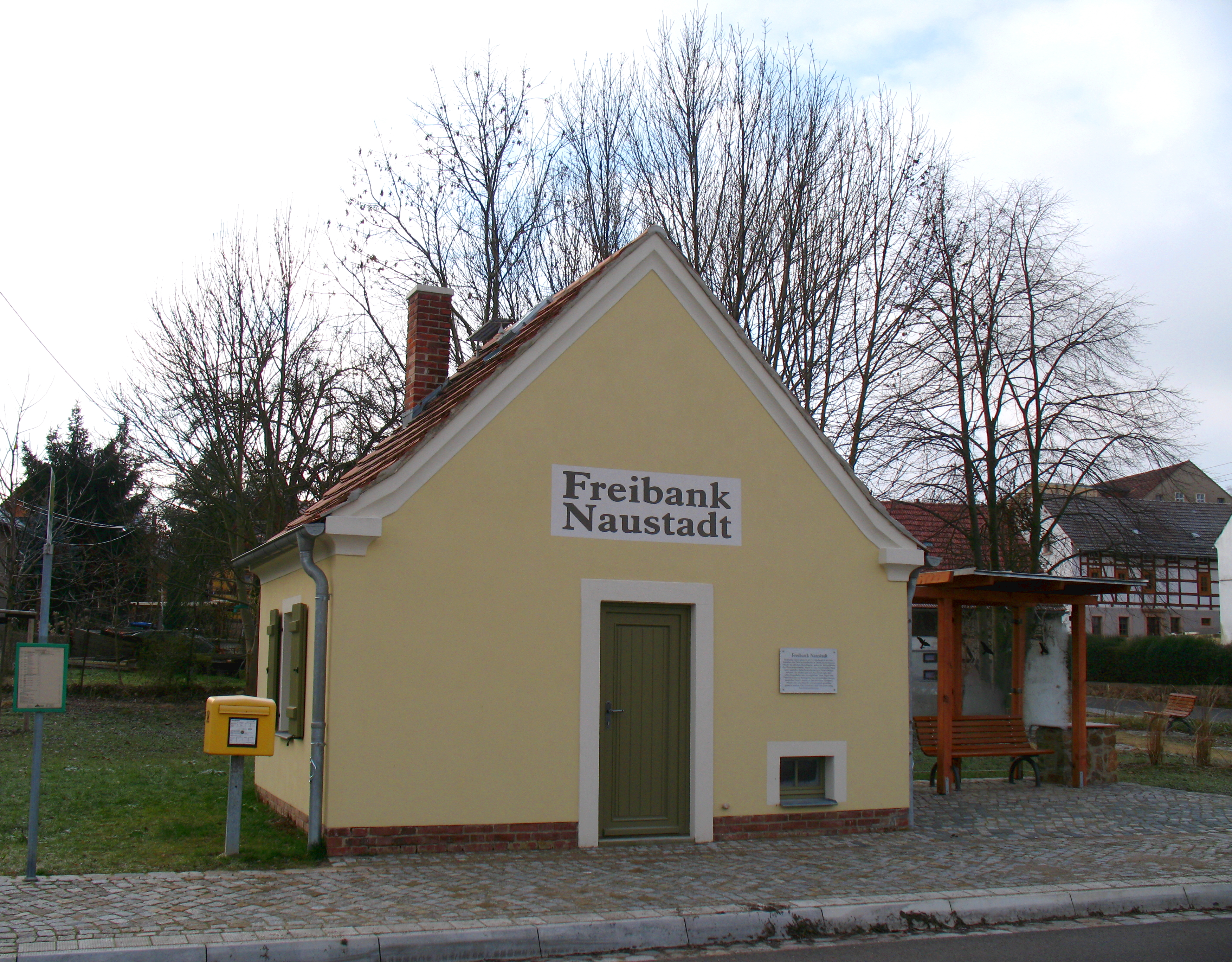
Freibank von Naustadt

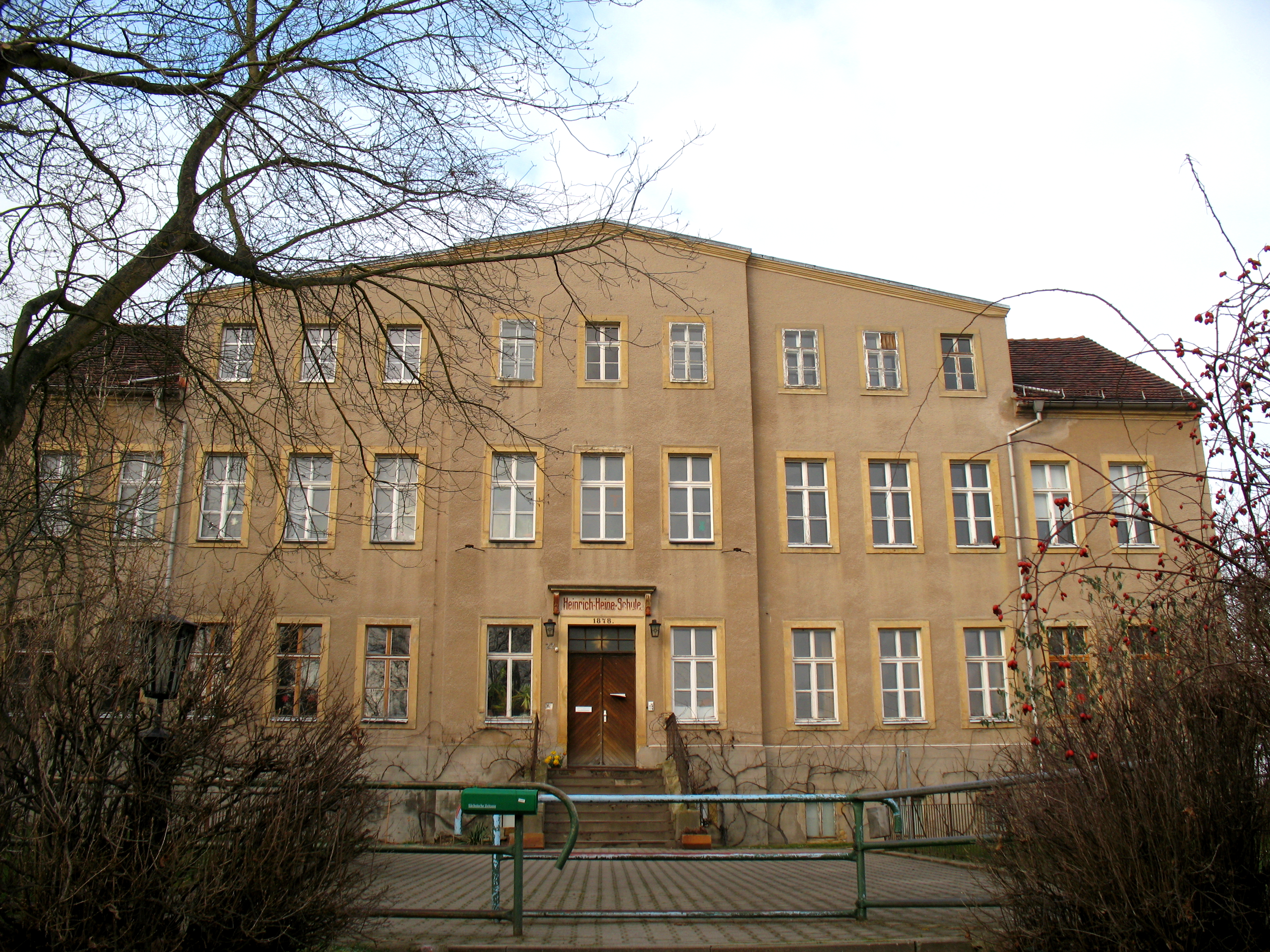
Schule von Naustadt

Naustadt ist ein Ortsteil in der Ortschaft Scharfenberg in der Gemeinde Klipphausen, die zum Landkreis Meißen in Sachsen gehört. 

## Geographie
Naustadt liegt südöstlich von Meißen im Meißner Hochland. Nördlich benachbart sind Reppnitz und Gruben, nordöstlich Bergwerk und östlich Pegenau. Südöstlich von Naustadt liegen Pinkowitz und Hartha, südlich Röhrsdorf und südwestlich Ullendorf. Westlich von Naustadt liegt Riemsdorf und nordwestlich Reichenbach. Mehrere Gebäude im Ort sind als Kulturdenkmal geschützt (siehe Liste der Kulturdenkmale in Naustadt).

## Geschichte
Erstmals urkundlich erwähnt wurde Naustadt 1312 als „Nuenstat“, was Neustadt bedeutet. Verwaltet wurde das Dorf vom Erbamt Meißen. Die Grundherrschaft übten die Herren von Schloss Scharfenberg aus. Schon um 1500 bestand im Ort eine Pfarrkirche, 1723 ist erstmals ein Vorwerk bezeugt. Das Platzdorf verfügte im Jahr 1900 über eine 457 Hektar große Block-, Gelänge- und Streifenflur. Am 1. Juli 1950 erfolgte die Eingemeindung nach Scharfenberg, das seit dem 1. Januar 1999 gemeinsam mit den Ortschaften Klipphausen und Gauernitz die Gemeinde Klipphausen bildet. In der Zeit der DDR befand sich wenige 100 Meter westlich der Ortslage Naustadt der Standort einer Funktechnischen Kompanie der NVA mit Hubschrauberlandeplatz. Auf dem Gelände betreibt die Polizei Sachsen heute die zentrale Hundeschule für ihre Diensthunde. 

### Einwohnerentwicklung
| Jahr | Einwohner                                 |
| ---- | ----------------------------------------- |
| 1551 | 22 besessene Mann, 8 Häusler, 30 Inwohner |
| 1764 | 26 besessene Mann, 5 Gärtner, 6 Häusler   |
| 1834 | 332                                       |
| 1871 | 329                                       |
| 1890 | 412                                       |
| 1910 | 466                                       |
| 1925 | 545                                       |
| 1939 | 501                                       |
| 1946 | 605                                       |
| 1950 | siehe Scharfenberg (Klipphausen)          |
| 2012 | 300                                       |
| 2018 | 306                                       |